# The Great Gatsby (1926)
The Great Gatsby is een stomme film uit 1926 die is gebaseerd op de gelijknamige roman van F. Scott Fitzgerald. De film werd geregisseerd door Herbert Brenon naar een scenario van Becky Gardiner. De hoofdrollen zijn voor Warner Baxter, Lois Wilson, Neil Hamilton, Georgia Hale en William Powell.

## Rolverdeling
| Acteur             | Personage      |
| ------------------ | -------------- |
| Warner Baxter      | Jay Gatsby     |
| Lois Wilson        | Daisy Buchanan |
| Hale Hamilton      | Tom Buchanan   |
| Georgia Hale       | Myrtle Wilson  |
| William Powell     | George Wilson  |
| Neil Hamilton      | Nick Carraway  |
| Carmelita Geraghty | Jordan Baker   |
| Claire Whitney     | Catherine      |

## Achtergrond
Dit was de eerste verfilming van de roman De grote Gatsby. In 1949, 1974 en 2013 volgden nog drie andere verfilmingen en in 2000 werd een televisiefilm gemaakt. Deze eerste filmversie was gebaseerd op het toneelstuk van Owen Davis, dat was gebaseerd op de roman, en werd geregisseerd door George Cukor. Op 2 februari 1926 vond de première plaats in het Ambassador Theatre in New York. F. Scott Fitzgerald ontving $45.000 voor de filmrechten.
De film had een lengte van ongeveer 80 minuten en was ontworpen als "licht vermaak" waarbij het de makers vooral om het geld ging. Van belang was dat het een populaire film zou worden, niet meer.
Volgens de Internet Movie Database zijn er geen kopieën van de film meer aanwezig.

### Verloren film
Professor Wheeler Winston Dixon., James Ryan Professor in Filmstudies op de Universiteit van Nebraska-Lincoln, heeft enkele pogingen gedaan om een kopie van de film te bemachtigen; zonder resultaat, waarover hij zegt:

Er is, vermoedelijk, een kopie van de versie van The Great Gatsby uit 1926 aanwezig in een archief in Moskou, maar de meeste filmgeleerden menen dat dit slechts een gerucht is. Na een lange zoektocht was ik niet in staat ook maar één kopie van de film te vinden: Los Angeles, New York, de archieven van Paramount Pictures, het Amerikaans Filminstituut, het Brits Filminstituut, George Eastman House of zelfs het Nationaal Archief van Washington DC, waar het copyright van de film was geregistreerd, beschikten niet over de film. Volgens Charles Silver van het Film Study Center in het Museum of Modern Art, is de film officieel erkend als "verloren", en er zijn geen kopieën, negatieven of ander materieel van de film bewaard gebleven in welk archief dan ook, wat een groot verlies is.